# Гасан-Джалал Дола
Гасан-Джалал Дола (Вахтангян, дата нар. невід. — пом. після 1261 р. Казвін) — вірменський князь, сюзерен Хачена з 1214 по 1261 роки. Походив з вірменського княжого роду Араншахі. Родоначальник княжого роду Гасан-Джалалянів.

## Біографія
Гасан-Джалал Дола — син Вахтанга Тангіка Вахтангяна і Хорішах, дочки Саргіса Закаряна і Саакандухт Арцруні. Був одружений з Мамкан, нащадок Сюнікських царів, від якої мав 3 дочки і сина Іване-Атабак . Один із західних фахівців з історії регіону Роберт Хьюса про походження Гасан-Джалала пише : 
 Походження Хасана-Джалала можна простежити аж до IV століття, і в його роду зустрічаються представники наступних домів: по чоловічій лінії: 1) князі (пізніше царі) Сюніка. По лінії декількох княгинь, які вийшли заміж за його предків, Хасан-Джалал походив 2) від царів Вірменії або династії Багратуні, з центром в Ані; 3) від вірменських царів Васпуракан династії Арцруні, з центром в районі Ван; 4) князів Гардман; 5) перської династії Сасанідів і 6) Аршакідів, другого царського дому Албанії, які в свою чергу, були нащадками 7) царів стародавньої Парфії(13). 

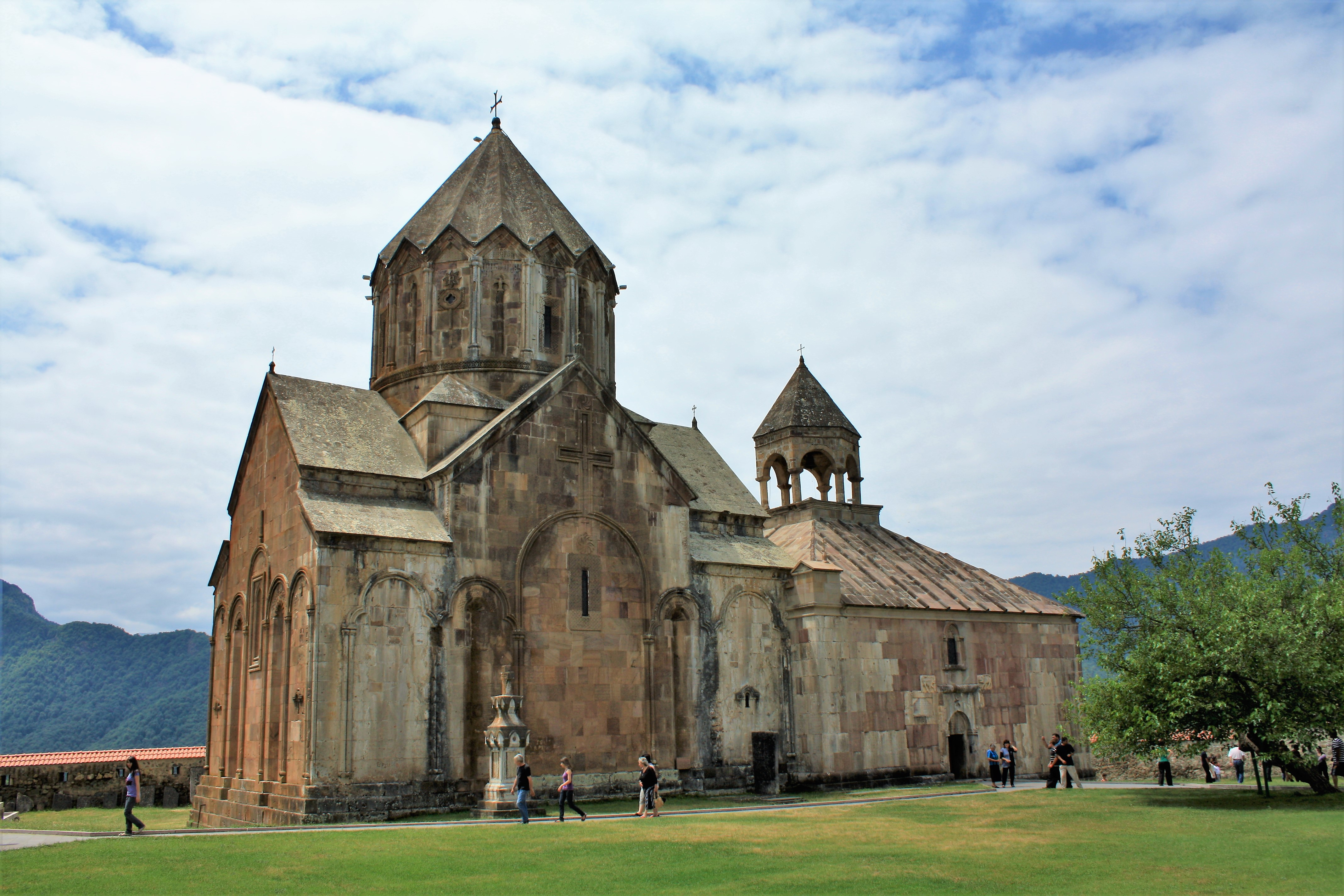
Гандзасарський монастир, 1216—1238, гавіт — 1261

Гасан-Джалал Дола був одним із чільних діячів історії вірменського Середньовіччя, глибоко релігійною людиною. Його сучасник історик Кіракос Гандзакеці пише про його етнічну приналежність: 

…великий ішхан Хачена і області Арцаха Гасан, якого лагідно називали Джалалом — чоловік благочестивий, богобоязнений і скромний, вірменин за походженням.
Оригінальний текст (вірм.)
...մեծ իշխանն Խաչենոյ եւ կողմանցն Արցախու Հասան, զոր Ջալալն կոչէին գգուանօք, այր աստուածապաշտ եւ երկիւղած, եւ պարկեշտ հայ ազգաւ

 У 1214 році успадкував правління Нижнім Хаченом, одночасно ставши правителем Арцаха і окраїнних областей. Носив титули «владика Хачена» (տէր Խաչենոյ), «князь Хачена» (իշխան Խաչենոյ), «великий князь Хачена і країн Арцахських» (մեծ իշխան Խաչենոյ եւ կողմանցն Արցախոյ), і т. д.. Область була населена вірменами. У титулатурі князів Хачена іноді зустрічається термін « Агванк» (Албанія), проте пережиточний, в складі реально втратили значення титулів.  

Гасан-Джалал намагався позбавити Хачен від монгольського нашестя, однак в подальшому вимушено визнав панування монголів. Він поріднився з монголами і брав участь в поході Байджу проти Гійас ад-Діна Кей-Хосрова II. З дипломатичною місією двічі їздив до монгольської столиці Каракорум, відвідав великого хана, отримав від нього особливі доручення. За посередництва Гасан-Джалала були встановлені дипломатичні відносини між Кілікійським вірменським царством і Монголією. Вірменський князь був убитий за наказом монгольського намісника Аргун-ака 1261 року: 
 У році 710 (1261) Аргун вбив Джалала-благочестивого князя, володаря Хачена. 

## Культурно-будівельна діяльність

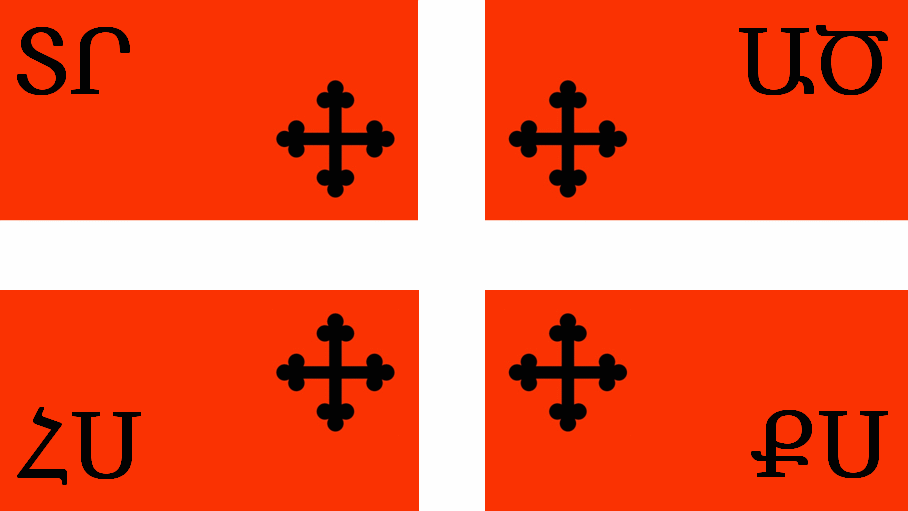
Царський прапор Князівства Хачен (Арцахського Царства) в період правління Великого Князя Гасана Джалала Вахтангяна (1214—1261)

Гасан-Джалал Дола вів значну культурно-будівельну діяльність. У роки його правління Арцах стає одним з центрів вірменської духовності і національної культури.
- У 1216—1238 був побудований Гандзасарський монастир, один із шедеврів вірменського середньовічного зодчества,[25] в 1251
- Вачарськая церква, повністю був відновлений Кечаріський монастир (1248)
- За його ініціативою було складено повний текст «Айсмавурка» (календар церковних свят) вірменської церкви.
- Палац Гасана-Джалал Дола в районі села Ванк, недалеко від Гандзасара.